# Pholidoscelis desechensis
Pholidoscelis desechensis (десечейська амейва) — вид ящірок родини теїдових (Teiidae). Ендемік Пуерто-Рико.

## Поширення і екологія
Десечейські амейви є ендеміками острова Десечео, розташованого на захід від Пуерто-Рико. Вони живуть в прибережних районах, чагарникових і кактусових заростях, на луках та в сухих тропічних лісах. Живляться комахами і личинками. Відкладають яйця.